# Harvey Kurtzman
Harvey Kurtzman (New York, 3 ottobre 1924 – New York, 21 febbraio 1993) è stato un fumettista statunitense.
Il suo personaggio più importante, creato nell'ottobre del 1962 insieme al disegnatore Will Elder, è stato Little Annie Fanny, che verrà pubblicata sulle pagine di Playboy per 26 anni(dal '62 al '88). È stato inoltre fondatore della rivista Mad e collaboratore delle riviste Trump, (rivista satirica di Hugh Hefner, l'editore-direttore di Playboy), Humbug ed Help!.
Kurtzman ha creato una forma di umorismo che influenzò molti artisti, non solo nel campo del fumetto (basti pensare a Mel Brooks con il suo Frankenstein Junior oppure a Terry Gilliam, che ne ha ricordato l'influsso nella sua autobiografia del 2015, "Gilliamesque").
Nel 2006 ha ricevuto un Bill Finger Award postumo per la sua carriera di sceneggiatore.